# 豊島清掃工場

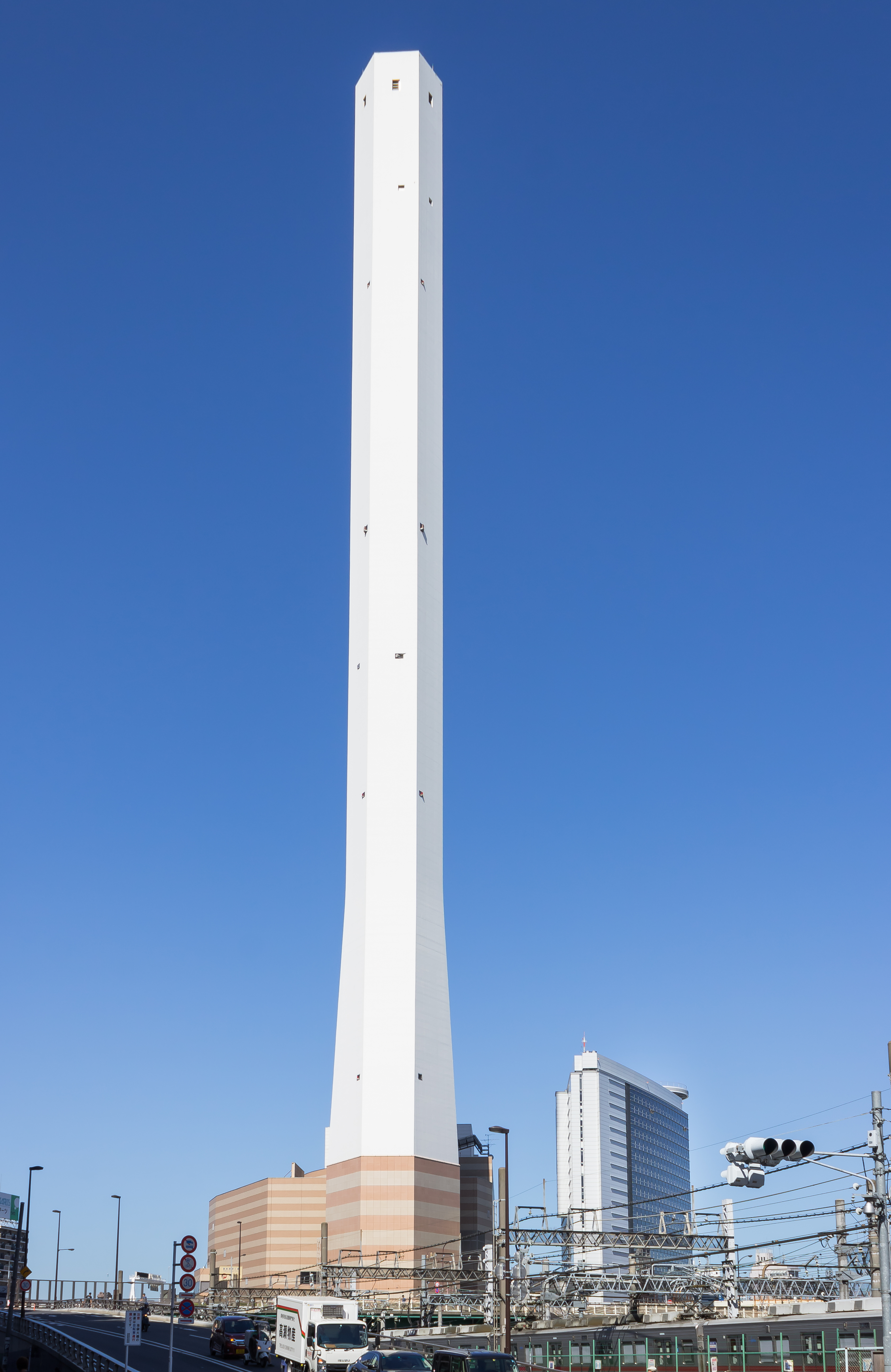
豊島清掃工場
煙突部

豊島清掃工場（としませいそうこうじょう）は、東京都豊島区上池袋にある清掃工場である。

## 概要
ゴミの急増問題を受けて、1991年に東京都の清掃工場建設計画で打ち出された。池袋マンモスプールの跡地に建設され、1995年（平成7年）9月着工、1999年（平成11年）6月竣工。
建設にあたっては、反対運動も生じた。1996年1月16日には、地元住民ら300人が、工場の環境影響評価や建設計画の抜本的な見直しなどを求めた公害調停を、都公害審査会に申請したほか、2000年5月9日には、豊島清掃工場内にある「区立健康プラザとしま」ビルの外壁を、国際的環境保護団体グリーンピースの活動家4人がのぼり「ごみ焼却がダイオキシンを発生させている」と抗議した。なお、この4名は、警視庁池袋警察署員に建造物侵入の現行犯で逮捕された。
東京二十三区清掃一部事務組合が管理を行い、一日に約400トンのゴミを処理する。また、清掃工場へ出入りするごみ収集車のために、隣接する池袋大橋には途中2箇所の分岐路が設置されている。
焼却炉の余熱利用として、出力7,800kwの廃棄物発電と、豊島区立健康プラザとしまへの温水の提供を行っている。
都心部の人口密集地に立地しているため、周辺への排煙の影響を避けるために煙突が非常に高く、また周辺景観への調和のためにデザイン性の高い外観となっている。煙突の高さは約210メートルで、これは東京都に立地する工場煙突としては最も高いものである。